# Lord Lambourne
Lord Lambourne ist eine Sorte des Kulturapfels (Malus domestica). Der Tafelapfel ist eine in Bedfordshire gezüchtet Kreuzung aus Worcester Pearmain und James Grieve. Lord Lambourne ist ein typischer Vertreter der aromatischen Tafeläpfel, die um die Jahrhundertwende 1900 in England gezüchtet wurden. Heute ist Lord Lambourne fast vollkommen aus dem kommerziellen Anbau verschwunden, im Vereinigten Königreich aber noch unter Hobbygärtnern beliebt.

## Beschreibung
Lord Lambourne ist ein mittelgroßer gleichmäßig runder Apfel. Er hat auf grün-gelber Grundfarbe rote gebrochene Streifen. Die Lentizellen sind deutlich zu erkennen, hellgrau und grünlich auf der Deckfarbe, bräunlich auf der Grundfarbe. Der Stiel ist mittellang und mitteldick bis dünn.
Das Fruchtfleisch ist cremefarben-weiß und vergleichsweise fest. Das Fruchtfleisch ist saftig und der Apfel aromatisch und erinnert im Geschmack – wie bei der Elternsorte Worcester Pearmain – an Erdbeere.
Die Bäume wachsen mäßig und haben eine kompakte Form. Die Äpfel entstehen sowohl an den Kurztrieben wie auch an den Spitzen der Langtriebe.

## Anbau
Klimatisch eignet sich Lord Lambourne insbesondere für kälteres und nasseres Klima als die meisten anderen Apfelsorten. Lord Lambourne ist vergleichsweise resistent gegen Mehltau und relativ einfach im Hobbyanbau.
Der diploide Apfel ist teilweise selbstbefruchtend. Lord Lambourne trägt reichlich, mit gleichmäßig großen Früchten. Erntezeit ist im September oder Oktober, bereits ab Juli kann Lord Lambourne aber in der Küche genutzt werden. Der Apfel kann bis November gelagert werden.
Lord Lambourne hat seit 1993 einen Award of Garden Merit der Royal Horticultural Society. In der Züchtung stammen beispielsweise die Sorten Rajka und Topaz entfernt von Lord Lambourne ab. Aus Lord Lambourne wurden die Sorten Rubin (Lord Lambourne x Golden Delicious) und Vanda (Jolana x Lord Lambourne gezüchtet), die dann wiederum zu Topaz gekreuzt wurden.

## Geschichte
Lord Lambourne wurde von den Pflanzenzüchtern Laxton Brothers aus dem englischen Bedfordshire gezüchtet. Sie züchteten den Apfel 1907 und führten ihn 1923 auf dem Markt ein. Der Sortenname bezieht sich auf Amelius Lockwood, 1st Baron Lambourne (1847–1928), den vormaligen Präsidenten der Royal Horticultural Society. Von diesem Verein erhielt die Sorte 1921 den Bunyard Cup und 1925 den ersten Award of Garden Merit. Neben der Sorte Laxtons Superb war Lord Lambourne die erfolgreichste Sorte, die von dort kam.